# 卓亞文
拿督卓亞文 ,SPMJ.，DPMJ.，（Dato' Toh Ah Boon 1860年—1932年4月1日），為馬來西亞柔佛州著名企业家。

## 生平
卓亞文，又名卓天文、卓文榮，原籍福建南安，他經營食品、建築材料生意，為當時新山擁有產業最多的一位華人，除了擁有房屋百餘間，尚有橡膠園千餘畝。位於新山市中心直律街街頭至結尾的建築，至今絕大部分仍屬卓亞文家族所擁有。柔佛蘇丹依布拉欣（Sultan Ibrahim）十分器重卓亞文，讓他承包了政府及民間建築工程。他也獲委為宮庭委員會成員，柔佛蘇丹還封賜他為高級拿督（S.P.M.J）。

## 早期人生
卓亞文，出生於新加坡汤申路棚戶區的小屋，為卓金水之子。他少时曾就读英校，由于年少喪父，他便與擁有一間位於新加坡阿拉伯街雜貨店的叔叔一起生活。 15歲他便陪叔叔到柔佛新山。叔叔開始了承包商的生意，但是過後便退休回中國，而卓亞文便繼承了叔叔的承包商生意。
他使用他生意的利潤投資了有地地產，他也收購了一個位於那那島（Pulau Nanas諧音）的花崗岩礦場來提供花崗岩給柔佛政府和新加坡和柔佛承包商。卓亞文也涉足在新山浦萊山和士姑來種植木薯和橡膠。
1915年，年屆55歲的卓亞文退休，生意則有兒子卓錦成和卓紅毛接管。

## 公共服務
卓亞文非常活躍於柔佛州事務，尤其是教育事務。1926年9月份，他大方捐出2萬元成立卓亞文獎學金供出生於柔佛的馬來族或華族學生能去醫學學院或萊佛士學院升造。
当柔佛御林军建议扩建其射擊場，拥有与建议地点连接土地的卓亚文不仅大方捐出该土地予柔佛御林軍之外，还额外捐出2万元建造射擊台。
他也於1919年對於萊佛士學院的成立而捐出1萬元。
卓亞文於1925年一月份分別捐給新加坡英華學校與新加坡女子學校各200元作為學校新校舍建築費用。
卓亞文自1929年4月起擔任柔佛議政局議員以及自1927年12月份起擔任的柔佛預防瘧疾局委員，亦是一屆柔佛新山華僑公所主席。他也曾於市議會擔任要職。
新山市淡杯的拿督卓亞文路是以他的名字來命名，以紀念他對柔佛州巨大的貢獻。

## 殊荣
1925年9月18日年獲頒擁有拿督頭銜的D.P.M.J.。
1929年10月份獲頒擁有拿督頭銜的S.P.M.J.。

## 逝世
年屆75歲的卓亞文於1932年4月1日逝世於其住家亦是其店舖的“文榮號”，並於1932年4月9日出殯，葬於位於義興路尾的新山中華墓園。留有7子3女。其三子卓錦漢（G. H. Toh）畢業於英國牛津大學布雷齊諾斯學院，是英國倫敦四所律師學院之一的中殿律師學院的訟務律師。其四子卓錦丕和五子卓錦靜在英國留學。